# Tanyproctoides arabicus
Tanyproctoides arabicus is een keversoort uit de familie bladsprietkevers (Scarabaeidae). De wetenschappelijke naam van de soort is voor het eerst geldig gepubliceerd in 1971 door Petrovitz.